# De Stijl

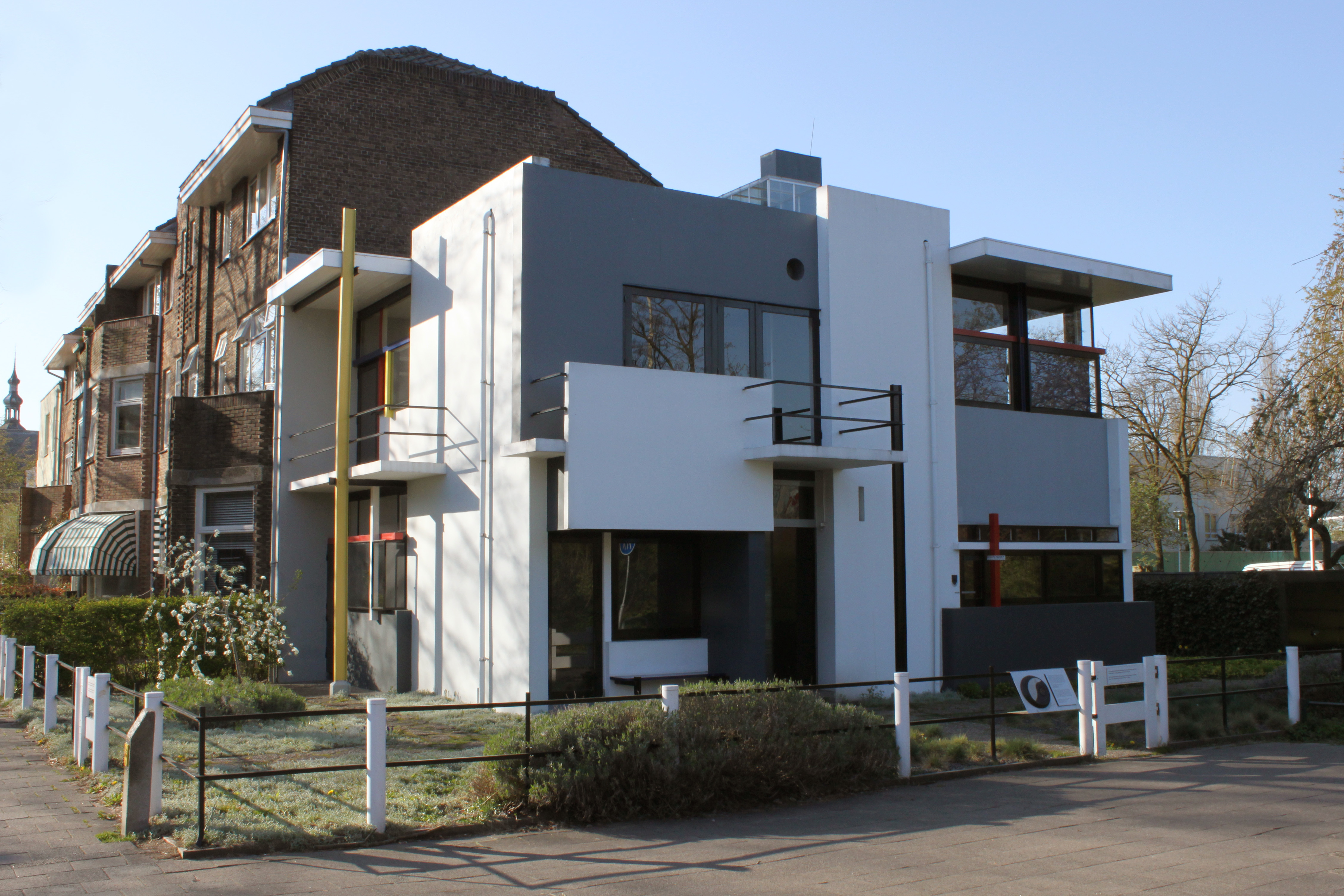
Casa Rietveld Schröder. El único edificio realizado completamente de acuerdo con los principios de De Stijl.

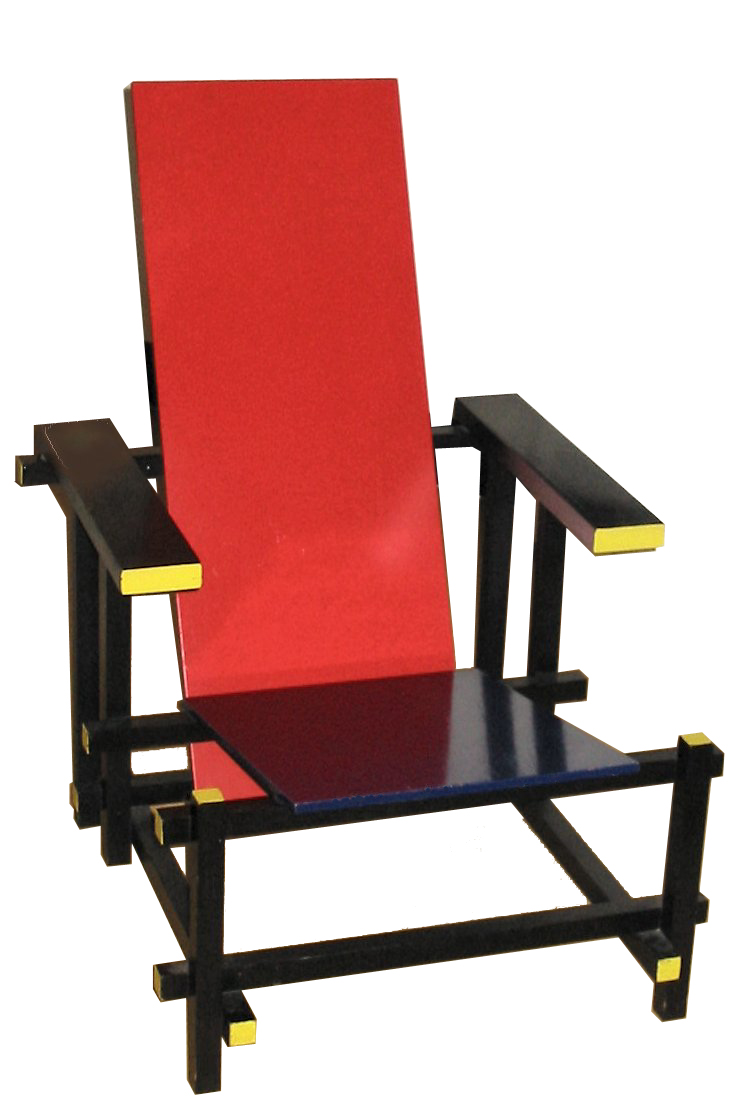
Silla roja y azul, diseñada por Gerrit Rietveld en 1917.

De Stĳl ('El Estilo', pronunciado [də ˈstɛɪl]) era un movimiento artístico cuyo objetivo era la integración de las artes o el arte total, y se manifestaban a través de una revista del mismo nombre que se editó hasta 1931. Constituido en Leiden, Países Bajos, en 1917, pertenecían a este movimiento Vilmos Huszár, Cornelis van Eesteren, Antony Kok, Piet Mondrian, Bart van der Leck, Gerrit Rietveld, Jacobus Johannes Pieter Oud y Theo van Doesburg.

## El movimiento

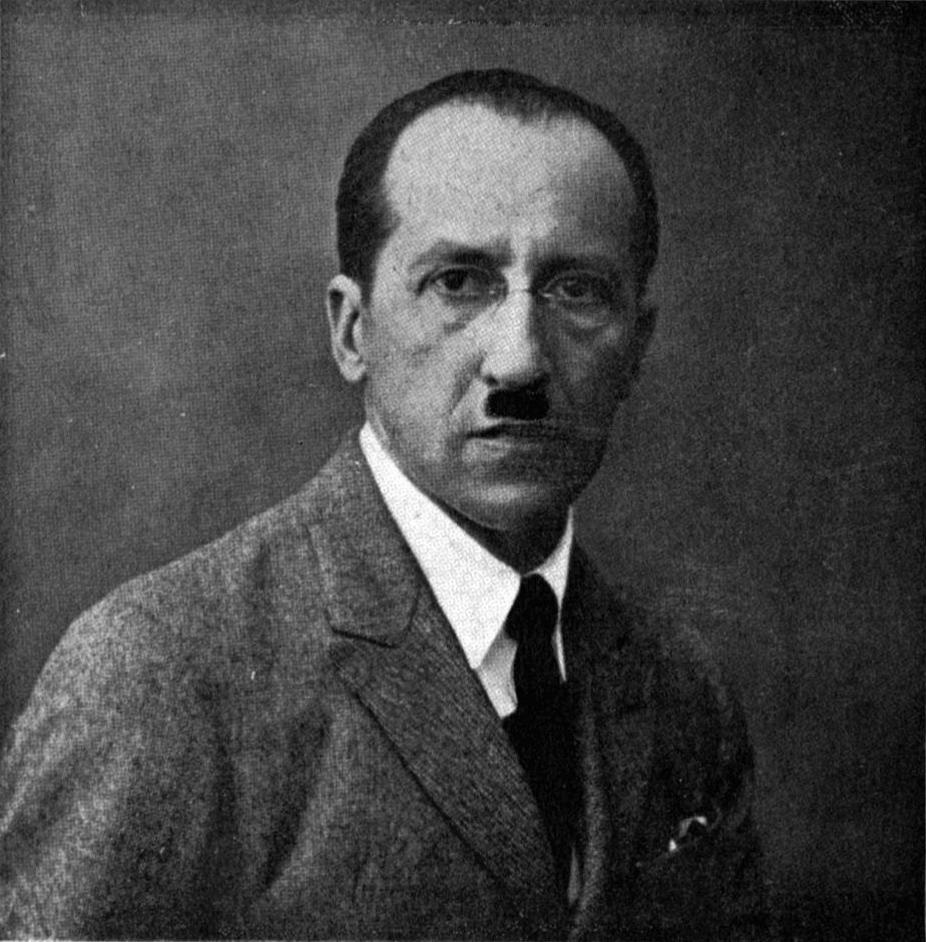
Piet Mondrian.

Los pintores Piet Mondrian y Bart van der Leck, el arquitecto J.J.P. Oud y otros se unieron a Theo van Doesburg fundador y guía espiritual de este grupo. De todos sus miembros, van der Leck ya creaba diseños gráficos con franjas negras sencillas, organizando el espacio y utilizando imágenes de formas planas con una paleta de colores que ejerció fuerte influencia en Mondrian. Las pinturas de Mondrian constituyen la fuente a partir de la cual se desarrollaron la filosofía y las formas visuales de De Stijl. 
Cuando vio pinturas cubistas por primera vez en 1910, Mondrian evolucionó de la pintura del paisaje tradicional hacia un estilo simbólico. Influenciado por Gauguin, que expresaba las fuerzas de la naturaleza. En los años siguientes, eliminó todo indicio de los elementos representativos y evolucionó del cubismo hacia una abstracción geométrica pura. Durante una temporada, en 1917, las pinturas de Mondrian, van der Leck y van Doesburg eran difícilmente distinguibles (cabe destacar el hecho de que Mondrian jamás aceptó la línea diagonal en sus trazados, aunque sí consideró apropiado el uso de la misma para orientar el formato; esto es: podremos saber siempre si estamos ante un Mondrian si no hay ninguna línea inclinada, aunque el formato del lienzo sea un cuadrado colocado en diagonal. Van Doesburg, por el contrario, sí admitió el trazo de la diagonal. A pesar de que sus cuadros puedan parecer exactamente iguales, si nos fijamos en este detalle tendremos absoluta certeza de quién es el autor). Además de su restringido vocabulario visual, los artistas de De Stijl buscaron una expresión de la estructura matemática del universo y de la armonía universal de la naturaleza.
Estaban profundamente comprometidos con el clima espiritual e intelectual de su tiempo y deseaban "expresar la consciencia general de su época". De Stijl buscaba las leyes universales que gobiernan la realidad visible, pero que se encuentran escondidas por las apariencias externas de las cosas. La teoría científica, la producción mecánica y los ritmos de la ciudad moderna se formaron a partir de estas leyes universales. En 1924, Mondrian dejó de contribuir con sus artículos en el periódico después de que Van Doesburg desarrollase su teoría del elementarismo, la cual declaraba a la diagonal como un principio compositivo más dinámico que la construcción horizontal y vertical. La búsqueda de un arte puro de relaciones visuales iniciado en Holanda y en Rusia, había permanecido con una preocupación importante en las disciplinas visuales durante el siglo XX. Kasimir Malevich y Mondrian utilizaron líneas, formas y colores puros para crear un universo de relaciones puras ordenadas armoniosamente. Esto fue visto como un prototipo quimérico para un nuevo orden mundial. Mondrian escribió que el arte "desaparecería en la misma proporción que la vida gana equilibrio". La tecnología y la forma visual se convirtieron en el objetivo de quienes se empeñaron en lograr una arquitectura y un diseño gráfico diferentes.

## Normas arquitectónicas
El pensamiento expresado en los siguientes puntos se publicó contenido y explicado en el libro Los 17 puntos de la arquitectura neoplástica de Theo Van Doesburg, 1925;
1. La forma. La arquitectura moderna, en lugar de originarse de una forma a priori, plantea para cada nuevo proyecto el problema de la construcción. La forma es un a posteriori.
2. Los elementos. La nueva arquitectura es elemental, es decir, se desarrolla a partir de los elementos de la construcción: luz, función, materiales, volumen, tiempo, espacio, color. Estos son al mismo tiempo elementos creativos.
3. La economía. La nueva arquitectura es económica, es decir, utiliza los medios elementales más esenciales sin desgaste de medios y materiales.
4. La función. La nueva arquitectura es funcional, es decir, basada en la síntesis de exigencias prácticas. El arquitecto las determina en un plano claro y legible.
5. Lo informe. La nueva arquitectura es informe, pero al mismo tiempo bien determinada. No reconoce un esquema a priori, un molde en el que volcar los espacios funcionales. Al contrario de todos los estilos del pasado, el nuevo método arquitectónico no conoce tipos fundamentales e inmutables. La división y subdivisión de los espacios interiores y exteriores se determinan rígidamente por medio de planos que no tienen una forma individual. Estos planos pueden extenderse hasta el infinito, por todos los lados y sin interrupción. El resultado es un sistema en cadena en el que los diferentes puntos corresponden a una misma cantidad de puntos en el espacio general; porque existe una relación entre los diferentes planos y el espacio exterior.
6. Lo monumental. La nueva arquitectura, en lugar de ser monumental, es una arquitectura de transformación, de ligereza y de transparencia. Ha separado la idea de “monumental” de la de “grande” y “pequeño”; se ha demostrado que todo existe en relación con algo.
7. El vacío. La nueva arquitectura no conoce ningún partido pasivo; ha vencido al vacío. La ventana ya no es un agujero en la pared. Un agujero o un vacío no vienen de ninguna parte, porque todo está determinado en modo rígido por su contraste.
8. La planta. La nueva arquitectura ha destruido la pared en el sentido que suprime el dualismo entre interior y exterior. Las paredes ya no sostienen, se han convertido en puntos de apoyo. De ello resulta una nueva planta, una planta abierta; totalmente distinta de la del clasicismo, porque los espacios interiores y exteriores se comunican.
9. La subdivisión. La nueva arquitectura es abierta en lugar de cerrada. El conjunto consiste en un espacio general, que se subdivide en distintos espacios que se refieren al confort de la vivienda. Esta subdivisión se realiza a través de planos de separación (interior) y de planos de cerramiento (exterior). Los primeros, que separan los espacios funcionales, pueden ser muebles, es decir, pueden ser mamparas móviles (entre las que podemos incluir las puertas). En un estadio más desarrollado de la arquitectura moderna, la planta desaparecerá. La composición espacial proyectada en dos dimensiones con una sección horizontal (la planta), puede sustituirse con un cálculo exacto de la construcción. Las matemáticas euclídeas ya no podrán servirnos, pero con la ayuda de las concepciones no euclídeas de cuatro dimensiones, esto será más fácil.
10. El tiempo. La nueva arquitectura no cuenta solo con el espacio como valor de arquitectura, sino también con el tiempo. La unidad de tiempo y espacio da a la imagen arquitectónica un aspecto nuevo y plásticamente más completo. Lo que llamamos “espacio animado”.
11. Aspecto plástico. Cuarta dimensión del espacio–tiempo.
12. Aspecto estático. La nueva arquitectura es anticúbica; es decir, los diferentes espacios no están comprimidos en un cubo cerrado. Por el contrario, las diferentes células espaciales (los volúmenes de los balcones, etc.) se desarrollan excéntricamente, desde el centro hacia la periferia del cubo, en consecuencia las dimensiones de altura, anchura y profundidad reciben una nueva expresión plástica. La casa moderna, de esta forma, dará la impresión de estar suspendida en el aire, contra la gravitación natural.
13. Simetría y repetición. La nueva arquitectura ha suprimido la repetición monótona y ha destruido la igualdad entre dos mitades, la simetría. No admite ni la repetición en el tiempo ni ninguna muraille de rue, ni normalización. Un bloque de casas es una totalidad, e igualmente una casa independiente. Valen las mismas leyes para un bloque de casas que para una vivienda individual. Equilibrio y simetría son cosas muy diferentes. En lugar de simetría, la nueva arquitectura propone: la relación equilibrada de partes desiguales; es decir, de las partes que son diferentes (en posición, medida, proporciones, etc.) por su carácter funcional. La composición de estas partes está dada por el equilibrio de las diferencias, no de las igualdades. La nueva arquitectura no distingue entre “delante” (fachada) y “detrás”, derecha a izquierda, ni tampoco, en lo posible, abajo y arriba.
14. Frontalidad. Al contrario que la frontalidad, nacida de una concepción estática de la vida, la nueva arquitectura se enriquecerá por el desarrollo plástico poliédrico en el espacio–tiempo.
15. El color. La nueva arquitectura ha suprimido la expresión individual de la pintura, es decir, el cuadro, la expresión imaginaria e ilusionista de la armonía, indirectamente con las formas naturalistas o, más directamente con la construcción por planos de colores. La nueva arquitectura toma el color orgánicamente en sí misma. El color es uno de los medios elementales para hacer visible la armonía de las relaciones arquitectónicas. Sin color, estas relaciones de proporción no son realidades vivientes y es a través del color que la arquitectura se convierte en el objetivo de todas las investigaciones plásticas, tanto en el espacio como en el tiempo. En una arquitectura neutra, acromática, el equilibrio de las relaciones entre los elementos arquitectónicos es invisible. Por esto, se ha buscado una nota final: un cuadro (en una pared) o una escultura en el espacio. Pero ha existido siempre un dualismo que se remonta a la época en que la vida estética y la vida real estaban separadas. Suprimir este dualismo ha sido, desde hace tiempo, misión de todos los artistas. Al nacer la arquitectura moderna, el pintor constructor ha encontrado su verdadero campo de creación. Organiza estéticamente el color en el espacio–tiempo y convierte en visible plásticamente una nueva dimensión.
16. Decoración. La nueva arquitectura es antidecorativa. El color, en lugar de dramatizar una superficie plana, en lugar de ser una ornamentación superficial, es como la luz, un medio elemental de expresión puramente arquitectónica.
17. La arquitectura como síntesis de la nueva expresión plástica. En la nueva concepción arquitectónica, la estructura del edificio está subordinada. Únicamente a través de la colaboración de todas las artes plásticas se completa la arquitectura. El artista neoplástico está convencido de construir en el ámbito del espacio–tiempo, y esto implica la predisposición a trasladarse en las cuatro dimensiones del espacio–tiempo, porque la nueva arquitectura no permite imaginación alguna. (En forma de “cuadro” o de “escultura” separables). El objetivo es crear todos juntos una armonía, sirviéndose de sus medios propios y específicos. Cada elemento arquitectónico contribuye a crear un máximo de expresión plástica, sobre una base lógica y práctica.

He aquí, verbalmente, lo que quiere el nuevo método de arquitectura del grupo De Stijl.